# Смеловка
Смеловка е село в Терновско муниципално образувание в състава на Енгелския муниципален район в Саратовска област, Русия.

## Население
Жителите на селото на 1 януари 2010 г. са 269 души, в 63 домакинства, в това число 125 мъже и 144 жени. Трудоспособното население е от 190 души, от които работят 70 (32 мъже и 38 жени). На възраст над 80 години са 5 души.
От всички жители руснаци са 177 души, казахи – 44, украинци – 20, корейци – 14, азербайджанци – 6, чуваши – 6, марийци – 1, мордва

## История
Селото e основано през 1842 г.
В близост до селото на 12 април 1961 г. се приземява първият космонавт на планетата Юрий Гагарин.
На мястото на приземяването е създаден архитектурен комплекс „Гагаринско поле“.